# Lagerblad (adelsätt)
Lagerblad är en svensk adelsätt.

## Historik
Carl Knutsson (1656–1693), vars far var borgmästare i Västervik och han själv häradshövding i Norra och Södra Tjusts härader, adlades 1689 med namnet Lagerblad och introducerades på Riddarhuset samma år på nummer 1175. Ätten utslocknade på svärdssidan med hans söner, ovisst när. En sondotter levde till 1805, då ätten dog ut även på spinnsidan.